# Château d'Oshi
Le château d'Oshi (押城, Oshi-jō) est un château japonais situé à Gyōda, dans la préfecture de Saitama au Japon. Connu pour sa résistance face aux forces de Toyotomi Hideyoshi lors du siège de 1590, le château est aujourd'hui en grande partie en ruines.

## Histoire

### Origines et période Sengoku
Le château d'Oshi a été construit par le clan Narita pendant l'ère Bunmei (1469-1486) de la période Muromachi afin de protéger la région des invasions et de contrôler les routes commerciales le long du fleuve Tone. Sa position stratégique dans une plaine marécageuse, entourée de canaux et de douves naturelles, en faisait une forteresse difficile à conquérir.
En 1590, lors de la campagne de Toyotomi Hideyoshi pour unifier le Japon, le château d'Oshi est assiégé par Ishida Mitsunari. Malgré une attaque massive et l'inondation des environs par la rupture des digues, le château, défendu par Narita Ujinaga, résiste héroïquement, ce qui lui valut le surnom de château flottant (浮城, ukijō). Le château fut cependant contraint de se rendre à la suite de la chute du clan Go-Hōjō lors du siège d'Odawara. 

### Époque d'Edo
Après la victoire de Tokugawa Ieyasu à la bataille de Sekigahara en 1600, le château fait partie du  domaine d'Oshi et il est dirigé par divers clans vassaux des Tokugawa, notamment le clan Matsudaira et le clan Abe. En 1632, une grande partie des structures est renforcée, incluant l'ajout de 20 yagura. Cependant, un incendie en 1765 détruisit le palais Honmaru, qui ne fut jamais reconstruit.

### Ère Meiji et période moderne
Après la restauration de Meiji, le domaine d'Oshi est aboli en 1871, et le château est démantelé à partir de 1873. Les murs de pierre restants s'effondrèrent partiellement en 1890. En 1900, le site est transformé en parc public, le parc Oshi. Environ 2 000 cerisiers sont plantés, attirant de nombreux visiteurs chaque printemps.
En 1988, pour célébrer le 400e anniversaire du siège de 1590, une réplique d'une yagura est construite en béton, basée sur des documents historiques. Un musée d'histoire locale est également ouvert sur le site du château.

## Accès
Le château est accessible depuis la gare de Gyōda, desservie par la ligne Takasaki de la JR East. L'entrée au parc coûte 200 ¥, et la yagura est ouverte de 9h à 16h30.

## Galerie

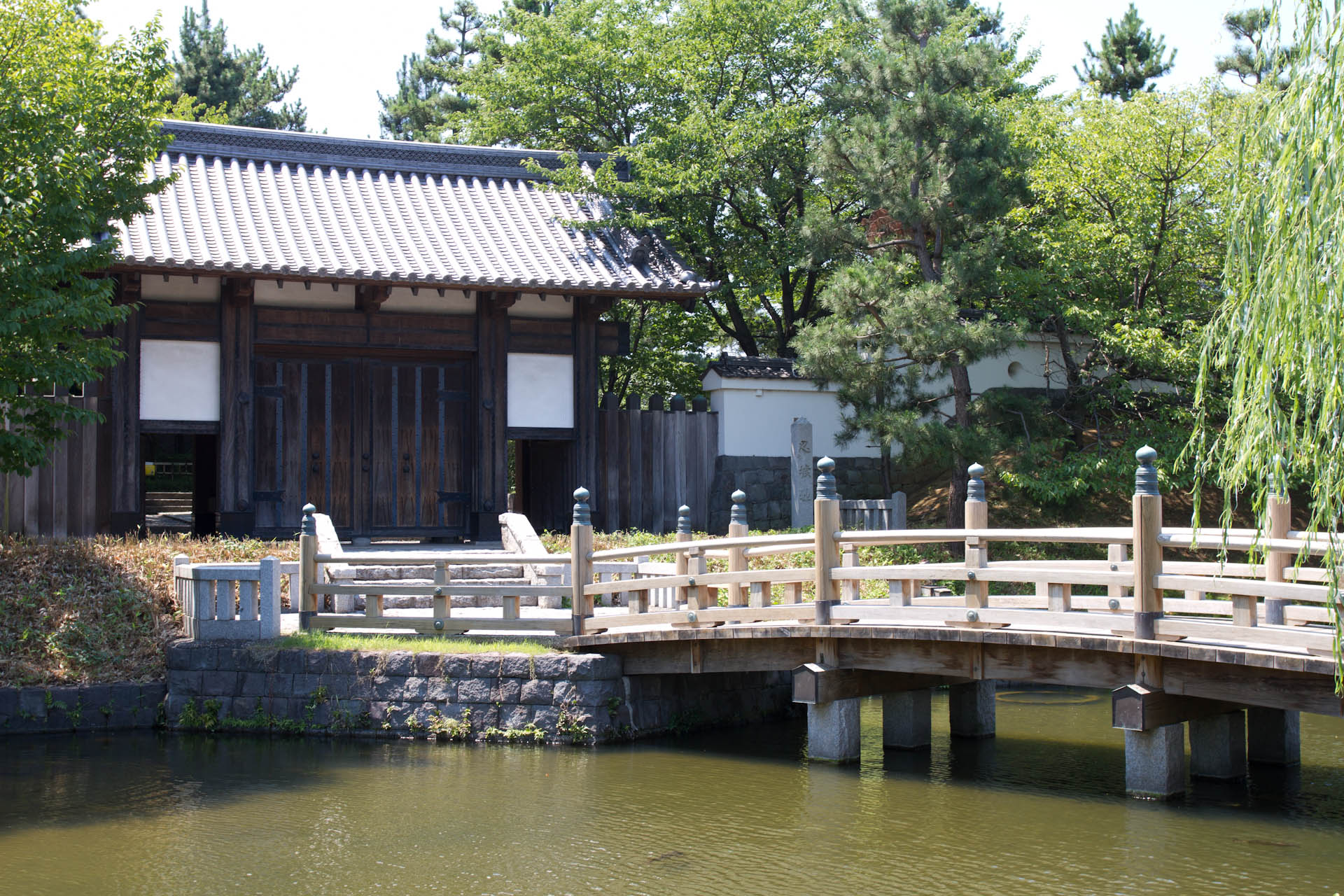
Porte Est et pont Azuma
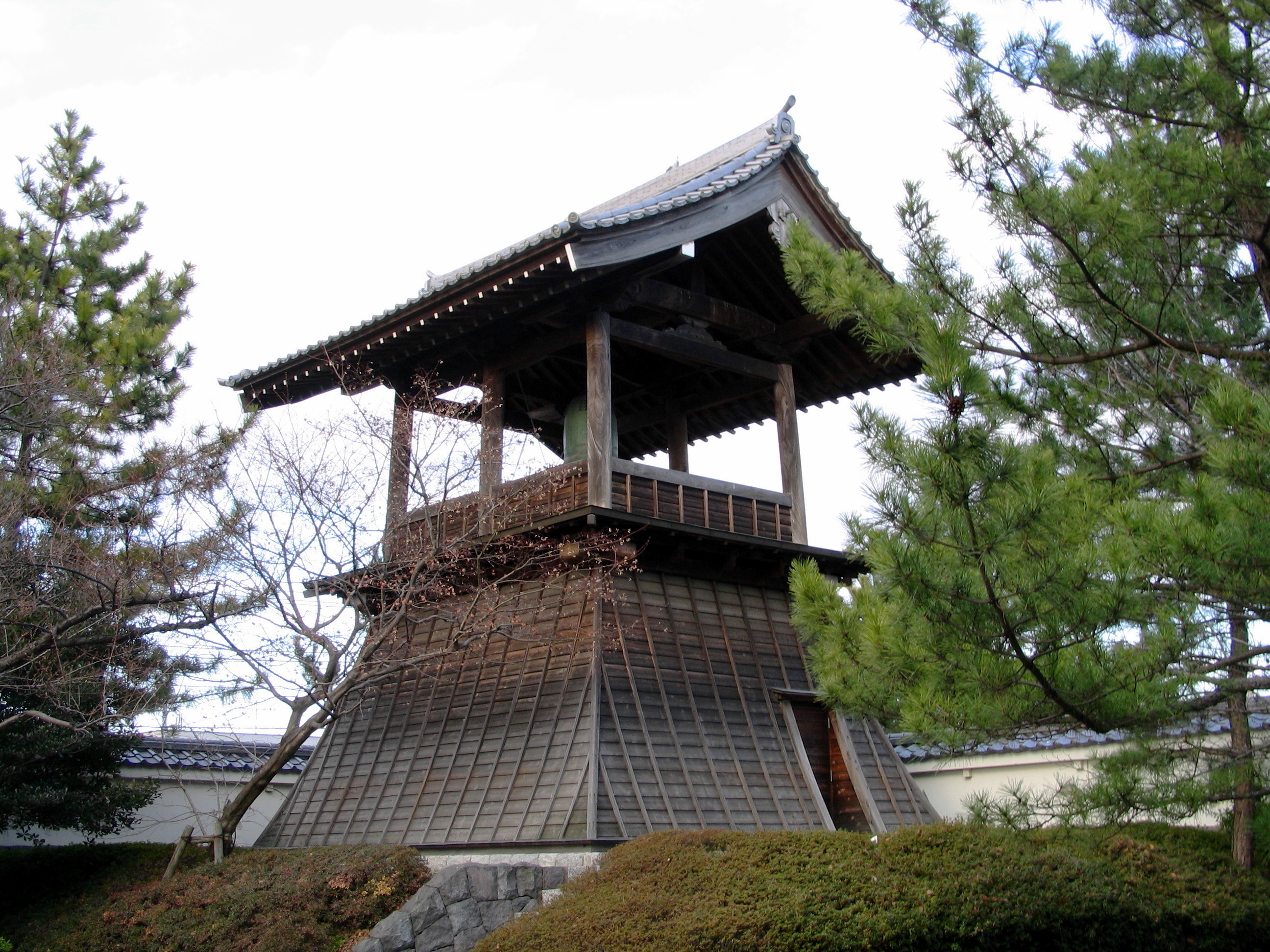
Tour de la cloche
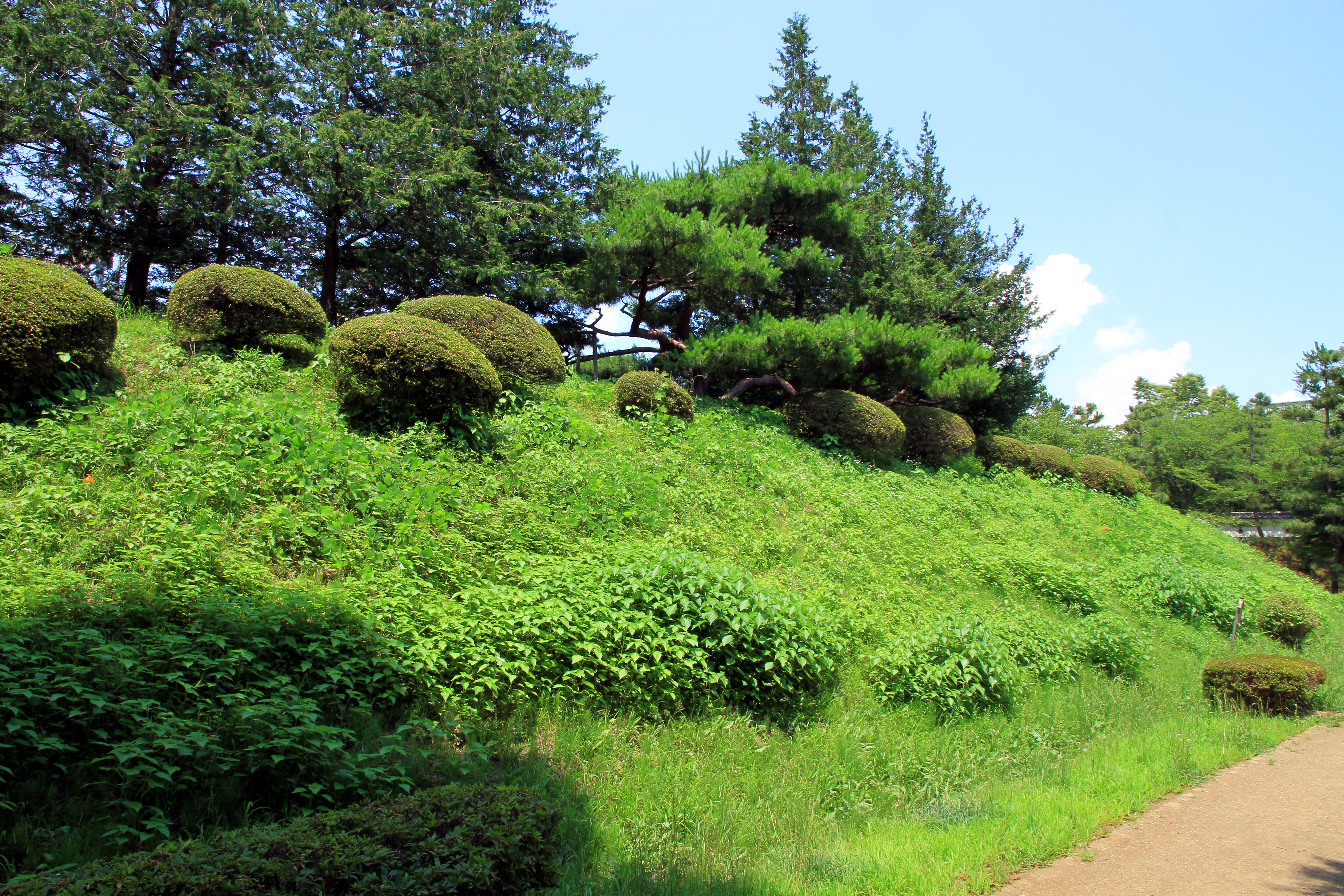
Vestiges des terrassements du Honmaru